# Mark Dignam
Mark Dignam (né le 20 mars 1909 à Londres et mort le 29 septembre 1989 à Dollis Hill dans la même ville) est un acteur britannique. Il est le frère de l'acteur Basil Dignam.

## Filmographie partielle
- 1954 : Cour martiale (Carrington V.C.) d'Anthony Asquith
- 1954 : The Maggie d'Alexander Mackendrick
- 1955 : L'Emprisonné de Peter Glenville
- 1955 : Escapade de Philip Leacock
- 1963 : Siege of the Saxons de Nathan Juran, rôle du Roi Arthur
- 1963 : Coulez le Bismarck ! de Lewis Gilbert
- 1963 : Tom Jones: de l'alcôve à la potence de Tony Richardson
- 1963 : Lancelot chevalier de la reine de Cornel Wilde, rôle de Merlin
- 1967 : La Mégère apprivoisée de Franco Zeffirelli
- 1968 : Le Saint (série télévisée) : Les Mercenaires (saison 6 épisode 6) : Major Carter
- 1969 : Hamlet de Tony Richardson
- 1970 : Une fille dans ma soupe (There's a Girl in My Soup) de Roy Boulting